# To Ramona
To Ramona è una canzone folk in stile di valzer scritta da Bob Dylan per il suo quarto album in studio, Another Side of Bob Dylan del 1964. La melodia è tratta dalla musica tradizionale messicana. To Ramona presenta anche delle affinità musicali con il brano di Rex Griffin The Last Letter del 1937. La canzone è una delle tante dell'album che non evidenzia il lato politico di Dylan ma quello più intimo, che si rivela l'aspetto più rilevante in futuro. Proprio nel periodo della composizione di To Ramona, Dylan era legato con la cantante folk Joan Baez e nel testo del brano ci sarebbero riferimenti a questa relazione. I motivi armonici della canzone rimangono Sol, Sol6 e Sol7; sono gli accordi più usati da Dylan nelle tracce di questo periodo. 
Il pianista britannico Alan Price (ex componente degli Animals) ha registrato una cover vocale e per pianoforte di To Ramona nell'album A Price On His Head del 1966.
Una cover della canzone è stata incisa dai Flying Burrito Brothers nell'omonimo album del 1971; questa versione è presente nel film Scott Pilgrim vs. the World, che presenta un personaggio chiamato Ramona Flowers. L'influenza di To Ramona sulla creazione del personaggio è indicata dal titolo di un capitolo del fumetto da cui è tratto il film. Il capitolo in questione è intitolato Ramona, come closer (in italiano Ramona, vieni vicino) e corrisponde proprio al verso di apertura della canzone. 
Il cantautore britannico David Gray pubblica una versione dal vivo di To Ramona nel suo album di cover A Thousand Miles Behind del 2007.